# 邴原
邴原（158年—208年？），字根矩，東漢北海朱虛（今山東省昌樂西）人，漢末名士。

## 生平
年幼即喪父，家貧但好學不倦，以一冬天之時，讀完《孝經》、《論語》，於同儕之中，展現了卓越的才華。年少時與華歆、管寧一起遊學，當時人稱三人為「一龍」，歆為龍頭，原為龍腹，寧為龍尾。
黃巾之亂時，舉家遷移到北海國，住鬱洲山中，當時北海國相孔融，推舉邴原為有道，他以黃巾賊還方盛，天下不寧而與同郡好友劉政一同避難到遼東。遼東太守公孫度對劉政有成見，欲將其殺之，遣部屬抓之，未果，收監其家人，並下達通緝。劉政走投無路，跑到邴原家。邴原收留了他一個多月，恰逢太史慈經過，而將劉政託付於他。待他們走遠，邴原前往勸說公孫度將劉政之家人放出來，並使他們順利返鄉。邴原在遼東一年多，有很多人去拜訪他，遊學之士就達數百家，教授之聲不絕，名聲重於一時。
後來返回中原，被曹操辟為司空掾并署東閣祭酒。公元208年，曹操的愛子曹沖突然病逝，曹操傷心欲絕。正好邴原的女兒也在這個時候病死，曹操想要求將曹沖與邴原的女兒冥婚合葬。但是邴原嚴詞拒絕，說：「合葬，非禮也！我之所以被您所容納，而您能夠厚待我，是因為我能守訓典而不變更。如果聽從了您的命令，就成為了平凡庸碌的人了，您又怎麼認為呢？」於是，曹操便停止了這一做法，改任命邴原為丞相征事。
曹操征伐時，經常令邴原與張範與曹丕一同居守。曹操對曹丕說：「有什麼事情要多向邴原與張範這兩個人討教。」於是，曹丕對這兩個人執子孫禮。曹丕有次宴請賓客，提出一個話題，要大家發言——「君父各有篤疾，為藥一丸，當救君邪？父邪？」，眾說紛紜，自然有許多人願意在太子面前表露忠心，邴原從頭到尾一言不發。等到曹丕問到邴原。邴原就勃然變色說：「父親！」曹丕就沒有再追問下去了。後來，代替涼茂擔任五官將長史，閉門自守，非公事不出。曹操征伐東吳時，邴原隨行，死在途中。

## 後代
- 曾孫邴鬱，字弘文[6]
- 邴春，西晉名士，年少就有志向和節操，貧寒自處，更到處游學，當時的人都認為是邴原再世。但王裒認為邴春個性狹隘而貪慕虛名，不會成大器。而邴春最後果然品行不佳，學業不成。

## 歷史評價
- 《三國志》作者陳壽評曰：「袁渙、邴原、張範躬履清蹈，進退以道，蓋是貢禹、兩龔之匹。」

## 延伸阅读
[在维基数据编辑]
 《三國志·卷11》，出自陳壽《三國志》